# Experimento CMS

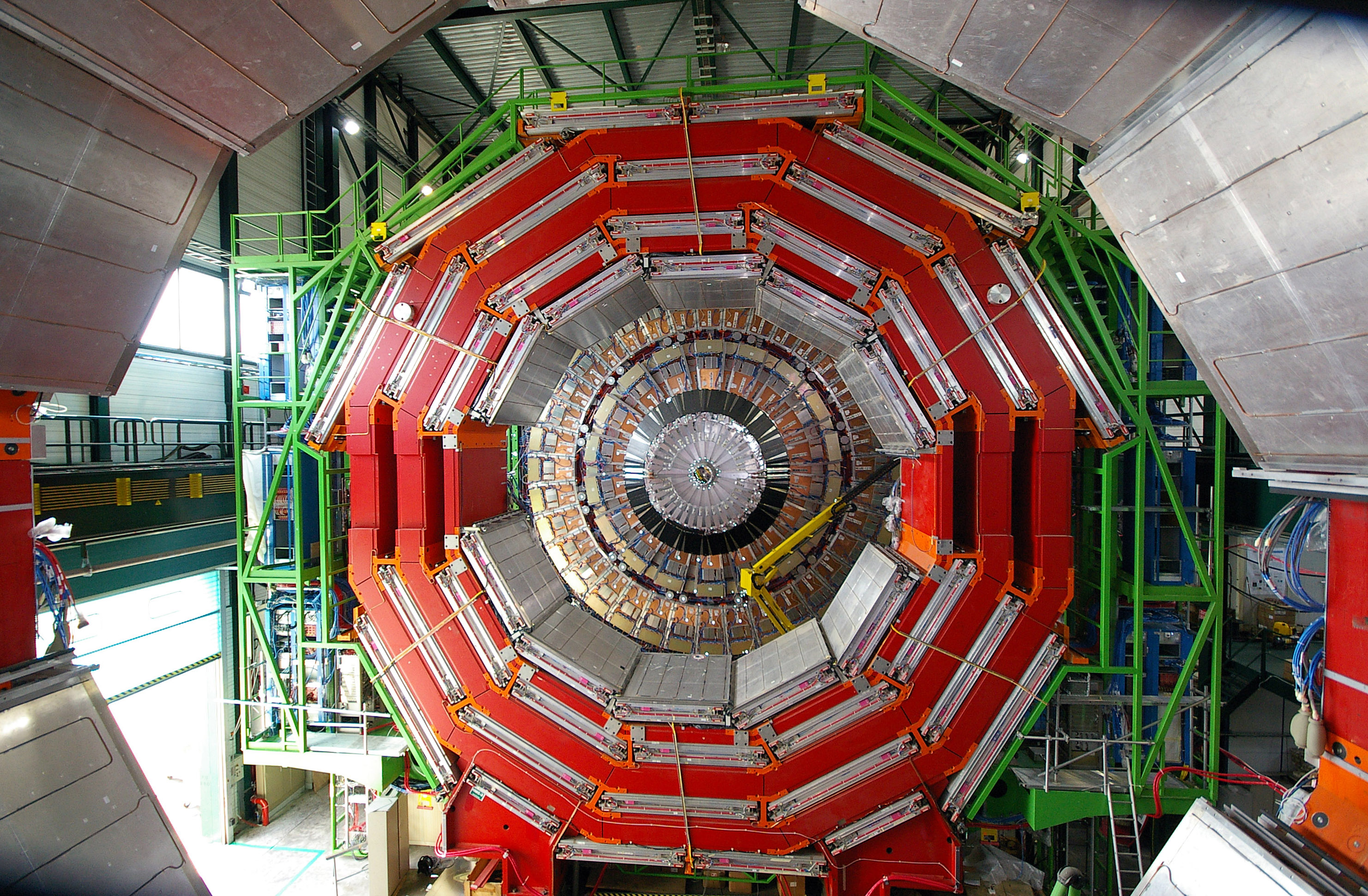
'Tapa' del CMS vista a través del barril.

El Solenoide compacto de muones (en inglés Compact Muon Solenoid, CMS) es uno de los dos detectores de partículas de propósito general del Gran Colisionador de Hadrones, que colisiona haces de protones en el CERN, en Suiza. En su construcción han colaborado unas 2600 personas procedentes de 180 institutos científicos diferentes. Está situado en la caverna de Cessy (Francia). Tiene una forma cilíndrica, de 21 metros de largo por 16 de ancho, con un peso de unas 12.500 toneladas.

## Objetivos
Los principales objetivos de este experimento son:
- Explorar la física en el rango del TeV (teraelectronvoltio).
- Descubrir el bosón de Higgs.
- Buscar evidencias de física más allá del modelo estándar, como la supersimetría o dimensiones espaciales extra.
- Estudiar aspectos de colisiones de iones pesados.

## Características
Algunas características importantes del CMS son:
- Tiene un tamaño relativamente compacto y contenido.
- Está optimizado para detectar muones
- Tiene un potente imán solenoidal.

## Diseño
El CMS es un detector de propósito general, capaz de estudiar múltiples aspectos de las colisiones de protones a 14 TeV, la energía media del LHC. Contiene sistemas para medir la energía y la cantidad de movimiento de fotones, electrones, muones y otras partículas producto de las colisiones. La capa detectora más interna es un rastreador de sílice semiconductora. A su alrededor, un calorímetro electromagnético de cristales escintiladores (centelleadores), rodeado de un calorímetro de muestreo para hadrones. El rastreador y el calorímetro son lo suficientemente compactos como para entrar dentro del imán solenoidal del CMS, que genera un campo magnético de 4 Teslas. En el exterior del imán se sitúan grandes detectores de muones.

## Las capas del CMS, desde el interior hacia el exterior

### Región central de colisión
En esta zona colisionan los haces de protones. Los imanes de enfoque del LHC fuerzan a los protones, que giran en sentido opuesto, a colisionar en el centro del detector. Los haces de protones se distribuyen en "paquetes", con unos 100.000 millones de protones formando cada paquete. Los protones son tan pequeños que la probabilidad de que choquen es muy reducida, con una tasa de unas 20 colisiones por cada 200.000 millones de protones.
Cuando dos protones colisionan a esas energías, se desgarran, y el intercambio de materia y energía implica la formación de partículas inexistentes en el mundo cotidiano. Muchos de esos procesos de producción de partículas están muy estudiados, y se estima que sólo 100 de cada 1.000.000.000 de colisiones producirán eventos "interesantes" desde el punto de vista físico.
Por tanto, interesa producir la mayor cantidad de colisiones posibles, con lo que los paquetes, que viajan muy juntos en el haz, producirán unas 600 millones de colisiones por segundo, una colisión cada 25 nanosegundos.

### Capa 1 - El detector de trazas
Finos segmentos de sílicio (barras y píxeles) permiten medir la cantidad de movimiento y la trayectoria de las partículas cargadas. También revelan la posición donde se desintegran (decaen) partículas inestables de vida media larga. El CMS contiene el mayor detector de sílice del mundo, con 205 m² de sensores (el área aproximada de una cancha de tenis), que contiene 9,3 millones de barras y 66 millones de píxeles.

### Capa 2 - El calorímetro electromagnético
Está constituido por unos 80.000 cristales escintiladores de tungstato de plomo (PbWO4), que miden con precisión las energías de fotones y electrones. Un detector de 'prelluvia', basado en sensores de sílice, ayuda a identificar la partícula detectada en el tramo final.

### Capa 3 - El calorímetro hadrónico

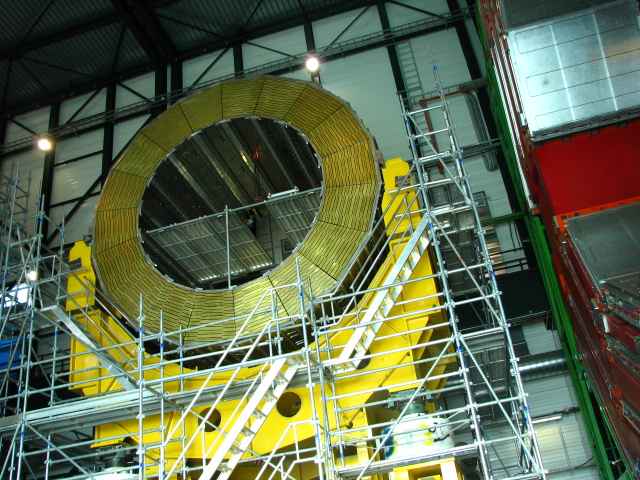
Medio calorímetro hadrónico.

Formado por capas de material denso (bronce o acero), con capas de escintiladores plásticos o fibras de cuarzo. Determinan la energía de los hadrones que la atraviesan, esto es, partículas como los protones, neutrones, piones y kaones. El bronce empleado en este detector proviene de restos de artillería rusa.

### Capa 4 - El imán
Al igual que muchos detectores de partículas, el CMS tiene un gran imán solenoidal. Este imán permite determinar la relación masa/carga de las partículas que lo atraviesan a partir del análisis de la curva que recorren en el seno del campo magnético. Mide 13 metros de largo y 6 de diámetro, y su núcleo superconductor de niobio-titanio está refrigerado criogénicamente con helio líquido. Estaba previsto que generase un campo de 4 T, pero finalmente funcionará a 3,8 T para mejorar su longevidad. La inductancia del imán es de 14 henrios y la intensidad de corriente que lo atravesará será de 19.500 amperios, con lo que almacenará un total de 2,66 GJ, el equivalente a media tonelada de TNT. Hay circuitos preparados para disipar de forma segura un exceso de energía que podría fundir el imán. La resistencia del circuito (esencialmente sólo los cables que van del convertidor de potencia hasta el criostato) es de 0,1 miliohmios, lo cual permite una constante de tiempo de 39 horas, la más alta de cualquier circuito del CERN.

### Capa 5 - Los detectores de muones y la abrazadera de retorno
Para detectar muones y su cantidad de movimiento, el CMS usa tres tipos de detectores: tubos de deriva (drift tubes), cámara de tiras catódicas (cathode strip chamber) y cámaras de tiras resistivas (resistive plate chambers). Los TD se usan para mediciones precisas de la trayectoria en la región central (el barril), mientras las CTC se usan en las partes más externas. Las CTR devuelven una señal rápida cuando un muon atraviesa el detector muónico, y están instaladas en el barril y en la parte externa.

## Recogida y recopilación de datos

### Reconocimiento de patrones
Las nuevas partículas descubiertas en el CMS serán inestables y se desintegrarán rápidamente en una cascada de partículas más ligeras y conocidas. Las partículas que atraviesen el CMS dejarán señales que permitirán reconocerlas, así que a través de su existencia se podrá inferir la presencia de partículas nuevas.

### Disparador
Para tener oportunidad de producir partículas como el bosón de Higgs, se producirán unos 40 millones de colisiones por segundo. Las "firmas" de cada partícula serán analizadas por sistemas electrónicos veloces que guardarán (disparador activado) aquellos eventos (unos 100 por segundo) que podrían mostrar indicios de nuevas partículas o eventos, como el bosón de Higgs decayendo en cuatro muones. Esto reduce los datos generados a unos niveles razonables. Dichos datos serán analizados posteriormente con más detalle.

### Análisis posterior
Se usarán sistemas punteros (como la computación en malla o grid) para buscar entre miles de millones de eventos producidos en el CMS, buscando datos que pudieran indicar la presencia de nuevas partículas o fenómenos.

## Contexto
Otro experimento llamado ATLAS, instalado en otro punto del anillo del LHC, está preparado para hacer análisis similares. Los consorcios ATLAS y CMS competirán entre sí en busca de los mayores descubrimientos.
Hay otro experimento similar, el Tevatrón, un colisionador protón-antiprotón, situado en el Fermilab, con una energía en torno a 2 TeV. Ha estado funcionando desde 1987. El Tevatrón contiene dos experimentos, el CDF y el D0.